# هجوم الحدود الصينية الفتنامية
في 18 أبريل 2014، انخرطت مجموعة من ستة عشر مواطنًا صينيًا، (تم التعرف عليهم لاحقًا على أنهم من شعب الأويغور) في تبادل إطلاق النار مع حرس الحدود الفيتناميين بعد الاستيلاء على أسلحتهم أثناء احتجازهم لإعادتهم إلى الصين. وتوفي خمسة من الأويغور وحارسين فيتناميين على الحدود في الحادث.